# Adam von Aretin
Johann Adam von Aretin, né le 27 août 1769 à Ingolstadt et mort le 16 août 1822 au château de Haidenbourg, est un diplomate et littérateur allemand.

## Biographie
Il a représenté la Bavière auprès de la diète germanique. Amateur éclairé des beaux-arts, il a formé une précieuse collection de gravures et publié divers écrits théoriques sur les arts du dessin, et un Manuel d'un philosophie de la vie humaine.

## Source
- Grand dictionnaire universel du XIXe siècle